# Antieroe

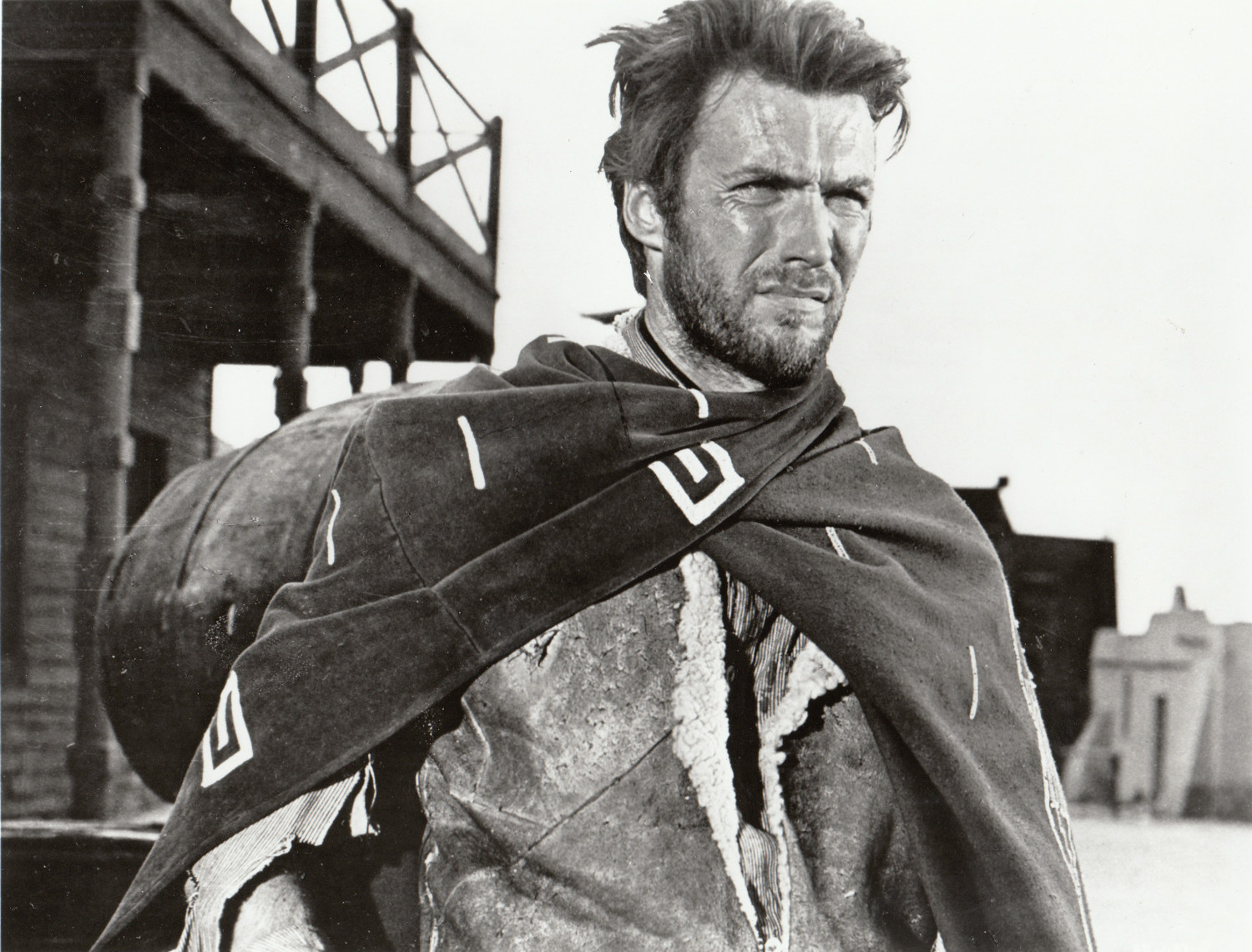
I film western revisionisti presentano comunemente antieroi come personaggi principali le cui azioni sono moralmente ambigue. Clint Eastwood, qui raffigurato in Per un pugno di dollari (1964), ha interpretato l'archetipo dell'antieroe chiamato "l'uomo senza nome" nella Trilogia del dollaro dei western all'italiana.

L'antieroe, anche detto antipersonaggio, è un personaggio protagonista in una storia che può mancare di alcune qualità tipiche dell'eroe tradizionale, come l'idealismo, il coraggio e la moralità. Tipicamente, è un personaggio ribelle o tormentato con tratti chiaramente negativi e che usa spesso metodi discutibili, ma non deve essere confuso con un cattivo, perché non persegue la malvagità per davvero o può avere abbastanza qualità eroiche da conquistare la simpatia del pubblico.
Sebbene gli antieroi a volte possano compiere azioni che la maggior parte del pubblico considera moralmente corrette, le loro ragioni per farlo potrebbero non essere in linea con la moralità del pubblico. Un antieroe mostra spesso uno dei tratti della personalità della "triade oscura", come narcisismo, psicopatia e machiavellismo.
Mentre i classici eroi si battono per un ideale di giustizia, gli antieroi agiscono spesso come imbroglioni o vendicatori solitari e delusi che usano mezzi illegali, anche se capiscono che le loro azioni sono sbagliate, per ottenere la giustizia richiesta dalla società: tanto che Robbe-Grillet parla di "questi eroi senza naturalezza e senza identità".
Lontano dall’esserne l’opposto, l’antieroe rimane in fondo un eroe che, per qualche motivo, non dovrebbe esserlo: il mondo dove si trova, il suo stesso essere, le azioni che deve compiere non lo permettono. Il modello “eroico” deve rimanere presente “nell´assenza.”
L’antieroe è sempre una figura paradossale, perché, al contrario del (super)eroe o del cattivo che, nel loro scontro, offrono visioni del mondo conciliatorie che riaffermano la nostra (l´uno in positivo, e l´altro in negativo ma svolgendo la stessa funzione), l’antieroe invece la mette in dubbio, evidenziandone le aporie e le contraddizioni.  Si presenta come modello eroico ma scandaloso e inaccettabile, seppure seducente.
Il termine è talvolta usato in senso più ampio per comprendere l'eroe imperfetto o parzialmente cattivo, nella tradizione letteraria dell'eroe byroniano.
L'antieroe è perlopiù inteso dall'autore come oggetto della simpatia e dell'immedesimazione del pubblico, poiché, nonostante sia solitamente portatore di tratti negativi e quindi possa assumere il ruolo di personaggio cattivo, non è mai realmente o completamente malvagio, ma si è opposto al bene per altre ragioni, mascherando una personalità originariamente positiva. Dunque l'antieroe, anche quando riveste il ruolo di antagonista, si distingue dal cattivo che si oppone al protagonista nella vicenda per scopi puramente malvagi. Può anche ricoprire un ruolo meno importante e quindi secondario, ad esempio nelle figure di Tersite e Dolone nell'Iliade.

## Storia

### Precursori

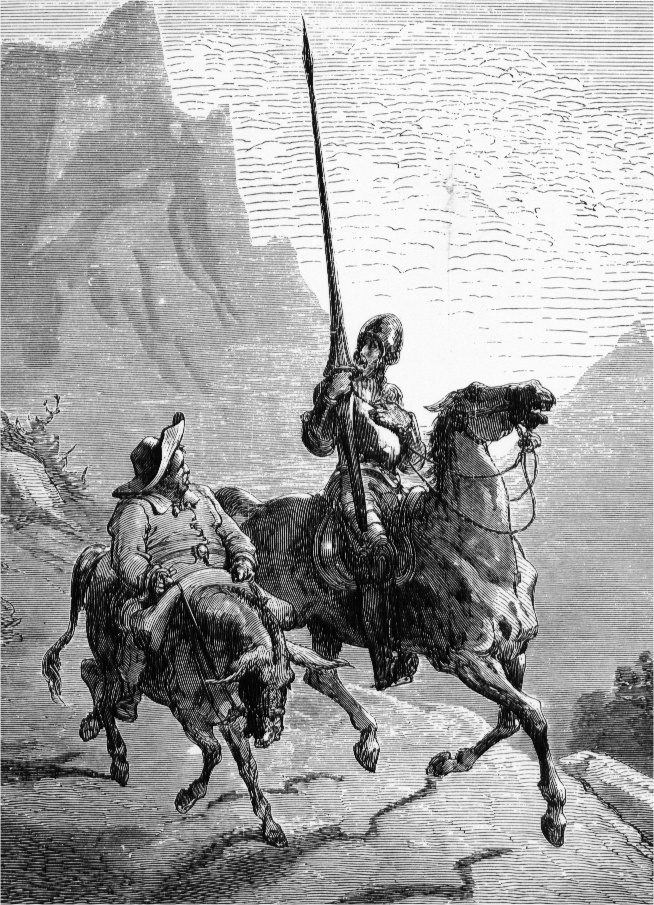
Lo stereotipo dell'antieroe: Don Chisciotte.

L'archetipo antieroico è rintracciabile almeno fino ai tempi del Tersite di Omero; ed è stato identificato nel teatro greco classico, come pure nella satira latina e nella letteratura rinascimentale, come nel Don Chisciotte o la canaglia picaresca.
Queste figure sono tuttavia servite principalmente da antagonisti per l'eroe - o per il genere eroico - e solo poco a poco l'antieroe è giunto alla ribalta a pieno diritto, seguendo il processo che Northrop Frye chiama il centro immaginario "di gravità" che lentamente discende dall'aristocratico feudale al democratico urbano, spostando di conseguenza la letteratura dal poema epico all'ironico.
Nell'accezione contemporanea il termine "antieroe" è databile al 1714; e la fine del XVIII secolo ha visto un fine esempio del tipo ne Il nipote di Rameau, un dialogo satirico di Diderot, anche se qui il protagonista resta ancora posizionato in dialogo con un rappresentante normativo della posizione autoriale.
Nella letteratura italiana, i primi due grandi antipersonaggi  sono Didimo Chierico, protagonista di un breve testo scritto da Foscolo, e Filippo Ottonieri, appartenente ad una operetta morale di Leopardi.
Il romanticismo ottocentesco, con la sua critica sociale, ha visto l'antieroe diventare ancora più importante, spesso nella forma del doppio gotico, fino a quando il personaggio principale di Memorie dal sottosuolo di Fëdor Dostoevskij ha portato la figura alla fioritura e all'indipendenza.

### Apogeo
Basandosi su Dostoevskij, la prima metà del XX secolo ha visto l'apogeo dell'antieroe, prima in figure come K, il protagonista di vari romanzi di Kafka, quindi negli scritti degli esistenzialisti francesi, come in Lo straniero di Camus (1942) o La nausea di Sartre (1938) con i personaggi centrali senza radici e indecisi alla deriva attraverso le loro vite.. Tra i personaggi antieroi nell'Ottocento ci sono quelli delle opere di Giovanni Verga (Ciclo dei Vinti) nonché poi quelli dei romanzi dei primi decenni del Novecento, cioè i romanzi della crisi e il romanzo psicologico. Oltre al già citato Kafka, si ricordano anche i personaggi delle opere di Italo Svevo (Una vita, Senilità, La coscienza di Zeno), Luigi Pirandello (nella narrativa e nel teatro), Proust (Alla ricerca del tempo perduto), James Joyce, Virginia Woolf, Robert Musil (L'uomo senza qualità), Thomas Mann (I Buddenbrook).
Un decennio più tardi, l'antieroe raggiunse la letteratura americana, per dominarla fino a metà degli anni sessanta come una figura solitaria alienata, incapace di comunicare - seppure più proattivo in genere del suo omologo francese - nelle opere di Jack Kerouac e Norman Mailer e di molti altri. L'equivalente britannico apparve nelle opere dei cosiddetti "Giovani arrabbiati" (Angry young men) degli anni settanta.
Le proteste collettive della controcultura degli anni sessanta (Il Sessantotto) videro gradualmente eclissarsi dal risalto nella narrativa l'antieroe solitario, benché non senza successive riprese in forma letteraria o cinematografica.

## Nei fumetti e nel genere supereroico
Nel mondo a fumetti, in particolare nell’ambito supereroico, il successo della figura dell’antieroe esplode negli anni ’80, nel corso di quella che viene chiamata Dark Age (o Iron Age). Questo periodo segue una fase di profonda crisi della società statunitense, segnata da eventi come la guerra del Vietnam, l’intensificarsi della guerra fredda e la conseguente paura di un conflitto nucleare, gli assassinii di John F. Kennedy e Martin Luther King Jr., lo scandalo Watergate e l’emergere di movimenti culturali e di protesta negli anni ’60, come gli hippie, la “seconda ondata” del movimento femminista e il Civil Rights Movement.
Questa crisi si riflette nel mondo del fumetto già a partire dagli anni ’70, per poi culminare negli anni ’80 con una vera e propria decostruzione della figura iconica del supereroe. Tale decostruzione porta alla nascita di nuovi antieroi o alla rilettura in chiave antieroica di personaggi già esistenti. È l’epoca di fumetti più maturi e complessi, ma anche più violenti ed estremi, spesso utilizzati come strumenti espliciti di critica sociale.
In una società in crisi, dove i valori tradizionali sono messi in discussione, il supereroe – incarnazione del “Bene” e dello status quo – perde credibilità. Mentre il “supereroe tenta di combattere le minacce alla società, tenta di rimediare alla crisi e di riportare l’ordine, l’antieroe la esaspera, la conduce alle estreme conseguenze. Lo status quo non va protetto o restaurato, ma bisogna finire di distruggerlo.”
Graphic Novels emblematiche di questo periodo sono, ad esempio, The Dark Knight Returns di Frank Miller (con le chine di Klaus Janson e i colori di Lynn Varley), che rilegge Batman in una chiave fortemente antieroica, e Watchmen di Alan Moore e Dave Gibbons, che presenta personaggi originali ispirati ai supereroi classici. Entrambe le opere si caratterizzano per supereroi “realistici” e fungono esplicitamente da critica sociale, inserendosi in un contesto facilmente riconoscibile come quello degli Stati Uniti reaganiani.
Pur non appartenendo propriamente al genere supereroico, va ricordata anche la graphic novel V per Vendetta di Alan Moore, illustrata da David Lloyd, il cui protagonista, V, rappresenta uno degli esempi più emblematici dell’antieroe rivoluzionario. La sua iconica maschera di Guy Fawkes è ancora oggi un simbolo attuale, frequentemente utilizzato in contesti di protesta come emblema di rivolta contro il potere costituito.

## Nel contesto videoludico
A causa del ricco numero di trame nell'ambito videoludico venutosi a costituire nel corso del tempo, vi è un numero di antieroi piuttosto elevato appartenenti a diversi videogiochi. Alcuni sono diventati delle vere e proprie icone nel contesto videoludico: tra questi Kratos di God of War, John Marston e Arthur Morgan di Red Dead Redemption II, Max Payne dell'omonima serie, l'Agente 47 di Hitman, Shadow the Hedgehog di Sonic, Wario e Waluigi, Cole MacGrath di Infamous, Alex Mercer di Prototype e i diversi protagonisti di intere serie come Grand Theft Auto e Saints Row.

## Nel lessico sportivo
L'antieroe nello sport non è tipicamente un giocatore di squadra; sfida la burocrazia, imposta il suo profitto finanziario oltre la fedeltà al club, eppure acquisisce ancora un grande seguito di fan, per mezzo della sua attualizzazione dell'archetipo del ribelle. Due esempi di antieroi sportivi molto conosciuti sono Zlatan Ibrahimović e Mario Balotelli.

## Nel wrestling
Nel wrestling l'anti-eroe viene detto tweener (dall'inglese 'tween, ovvero "tra"), infatti agisce per se stesso mettendosi spesso sia contro i face (ovvero i buoni), sia contro gli heel (i cattivi). L'esempio più noto è quello di The Undertaker.